# Władimir Płatonow
Władimir Pietrowicz Płatonow (ros. Влади́мир Петро́вич Плато́нов, ur. 1 grudnia 1939 we wsi Stajki w rejonie orszańskim) – radziecki matematyk narodowości białoruskiej.
W 1961 ukończył Białoruski Uniwersytet Państwowy, od 1961 pracownik naukowy i wykładowca Białoruskiego Uniwersytetu Państwowego, doktor nauk fizyczno-matematycznych, profesor. Od 1971 członek KPZR, 1977-1991 dyrektor Instytutu Matematyki Akademii Nauk Białoruskiej SRR, od 1987 akademik Akademii Nauk ZSRR, 1987-1991 prezydent Akademii Nauk Białoruskiej SRR. 1990-1991 członek KC KPZR. Deputowany ludowy ZSRR. Laureat Nagrody Leninowskiej (1978). Odznaczony Orderem Czerwonego Sztandaru Pracy.